# Curienite
La curienite è un minerale raro della classe dei minerali "ossidi e idrossidi" (precedentemente fosfati, arseniati e vanadati) con la composizione chimica Pb[UO2|VO4]2 • 5H2O.
Con la francevillite (Ba[UO2|VO4]2·5H2O) curienite forma una serie completa di cristalli misti.

## Etimologia e storia
La curienite è stata scoperta per la prima volta nella "miniera di Mounana" vicino a Franceville in Gabon e descritta nel 1968 da Fabien Cesbron e Noël Morin, che hanno chiamato il minerale in onore del ministro francese della ricerca, nonché fisico, Hubert Curien (1924-2005).
L'ortografia curiénit, originariamente scelta da Cesbron e Morin, è stata screditata dal 2008, in quanto l'omonimo si scrive senza acuto sopra la "e".

## Classificazione
La 9ª edizione della sistematica minerale di Strunz, che è stata aggiornata l'ultima volta dall'Associazione Mineralogica Internazionale (IMA) nel 2009, classifica la curienite nella classe degli "ossidi e idrossidi" e nella sottoclasse "4.H V[5,6] Vanadati". Anche questa è ulteriormente suddivisa in base alla struttura cristallina, in modo che il minerale possa essere trovato nella suddivisione "4.HB Sorovanadati di uranile" in base alla sua struttura, dove, insieme a francevillite e fritzscheite, forma il sistema nº 4.HB.15.
Tale classificazione viene mantenuta invariata anche nell'edizione successiva, proseguita dal database "mindat.org" e chiamata Classificazione Strunz-mindat.
La sistematica dei minerali Dana, utilizzata principalmente nel mondo anglosassone, classifica la curienite nella classe dei "fosfati, arseniati e vanadati", e successivamente nella sottoclasse dei "fosfati idrati, ecc.". Qui si trova insieme alla francevillite nel gruppo senza nome 40.02a.27 all'interno della suddivisione "fosfati idrati ecc., con A2+(B2+)2(XO4) × x(H2O), con (UO2)2+".

## Abito cristallino
La curienite cristallizza nel sistema ortorombico nel gruppo spaziale Pcan (gruppo nº 60, posizione 3) con i parametri reticolari a = 10,40 Å, b = 8,45 Å e c = 16,34 Å oltre a 4 unità di formula per cella unitaria.

## Proprietà
Il minerale è classificato come altamente radioattivo a causa del suo contenuto di uranio fino al 44,6% e ha un'attività specifica di circa 79,8 kBq/g (per confronto, il potassio naturale possiede un'attività specifica pari a 31,2 Bq/g).

## Origine e giacitura
La curienite si forma nella zona di ossidazione dei giacimenti di uranio-vanadio contenenti piombo. Oltre alla francevillite, i minerali di accompagnamento includono altri minerali di uranio come carnotite, dewindtite, johannite, kasolite, metatorbernite, torbernite, uraninite, uranopilite, vanuralite e zeunerite, ma anche chervetite, duttonite, galena, mottramite, sfalerite e quarzo.
La curienite è stata rilevata solo come una formazione minerale rara in alcuni siti, anche se a partire dal 2013 sono noti poco più di 10 siti. Oltre alla sua località tipo "Mounana Mine", il minerale è stato trovato in diverse altre miniere intorno a Franceville in Gabon.
L'unico sito conosciuto in Germania è St. Ulrich nella Foresta Nera nel Baden-Württemberg. Inoltre, la curienite è stata trovata a Shinkolobwe nella Repubblica Democratica del Congo, Échassières (cantone di Gannat) e Saint-Martin-de-Belleville (Dipartimento della Savoia) in Francia, nel giacimento di fosfato Akashat in Iraq, nel giacimento di uranio di Rio Giulis vicino a Condino nel Trentino-Alto Adige e a Sankt Joachimsthal nella Repubblica Ceca.

## Forma in cui si presenta in natura
La curienite sviluppa solo aggregati minerali microcristallini di colore giallo canarino; anche lo striscio è giallo.